# Cratere Beckett
Beckett  è un cratere sulla superficie di Mercurio.